# Zygmunt Smalcerz
Zygmunt Antoni Smalcerz (* 8. Juni 1941 in Bestwinka) ist ein ehemaliger polnischer Gewichtheber.

## Karriere
Smalcerz wurde während seiner sportlichen Laufbahn dreimal Welt- sowie viermal Europameister im Fliegengewicht (damals bis 52 kg). Den Höhepunkt seiner Karriere stellte der Olympiasieg 1972 in München in der Klasse bis 52 kg dar. Er stellte vier Weltrekorde auf, zwei davon im Reißen und jeweils einen im Drücken und Stoßen. 2002 wurde er in die Hall of Fame der IWF aufgenommen.

## Bestleistungen
- Drücken: 115,0 kg 1971 bei der WM in Lima in der Klasse bis 52 kg
- Reißen: 105,0 kg 1975 bei der WM in Moskau in der Klasse bis 52 kg
- Stoßen: 132,5 kg 1975 bei der WM in Moskau in der Klasse bis 52 kg
- Zweikampf: 237,5 kg (105,0 + 132,5 kg) 1975 bei der WM in Moskau in der Klasse bis 52 kg
- Dreikampf: 340,0 kg (115,0 + 95,0 + 130,0 kg) 1971 bei der WM in Lima in der Klasse bis 52 kg